# Группа восьми (университеты Австралии)
Гру́ппа восьми́ (англ. Group of Eight, Go8) — объединение восьми лидирующих университетов Австралии.

## История
Объединение было организовано в 1994 году как неформальная группа вице-президентов, a в 1999 году оформилась официально. «Группа восьми» часто выступает как группа, лоббирующая интересы входящих в неё университетов. Все основные кампусы университетов находятся в шести крупнейших столичных городах Австралии. Иногда сравнивается с «Лигой плюща», объединением престижных американских университетов.
Между университетами группы восьми заключен ряд соглашений о взаимозачете академических кредитов, полученных в одном из университетов Go8, что позволяет студентам беспрепятственно продолжать обучение в любом из университетов группы восьми. Также подписан меморандум о признании подготовительных программ и проведении совместных PhD исследований для участия в них лучших студентов из университетов Go8.

## Члены группы
| Члены Группы восьми                    | Члены Группы восьми                          | Члены Группы восьми | Члены Группы восьми                                       |
| Университет                            | Расположение                                 | Основан             | Официальный сайт                                          |
| -------------------------------------- | -------------------------------------------- | ------------------- | --------------------------------------------------------- |
| Аделаидский университет                | Аделаида, Южная Австралия                    | 1874                | Сайт Архивная копия от 22 апреля 2021 на Wayback Machine  |
| Австралийский национальный университет | Канберра, Австралийская столичная территория | 1946                | Сайт Архивная копия от 13 декабря 2020 на Wayback Machine |
| Мельбурнский университет               | Мельбурн, Виктория                           | 1853                | Сайт Архивная копия от 22 марта 2009 на Wayback Machine   |
| Университет Монаша                     | Мельбурн, Виктория                           | 1958                | Сайт Архивная копия от 12 ноября 2009 на Wayback Machine  |
| Университет Нового Южного Уэльса       | Сидней, Новый Южный Уэльс                    | 1949                | Сайт Архивная копия от 24 марта 2021 на Wayback Machine   |
| Квинслендский университет              | Брисбен, Квинсленд                           | 1909                | Сайт Архивная копия от 10 июня 2013 на Wayback Machine    |
| Сиднейский университет                 | Сидней, Новый Южный Уэльс                    | 1850                | Сайт Архивная копия от 22 июня 2006 на Wayback Machine    |
| Университет Западной Австралии         | Перт, Западная Австралия                     | 1911                | Сайт Архивная копия от 6 февраля 2006 на Wayback Machine  |